# Mike Hazelwood
Mike Hazelwood, född 1941 i England, död 6 maj, 2001 i Florens, Italien, var en engelsk sångare, kompositör och låtskrivare.

## Biografi
Hazelwood började sin karriär som DJ på radiostationen Radio Luxembourg i början av 1960-talet. År 1966 startade han gruppen Family Dogg tillsammans med Albert Hammond och Steve Rowland. Utöver arbetet med gruppen skrev han många låtar tillsammans med Albert Hammond, som "Little Arrows" för Leapy Lee, "Gimme Dat Ding" för The Pipkins, och "The Air That I Breathe" för Phil Everly av The Everly Brothers för hans soloalbum Star Spangled Springer (1973), som senare blev en stor hit för The Hollies.
Den 6 maj 2001 dog han av en hjärtattack under en semester i Florens, Italien.